# Monodiamesa ekmani
Monodiamesa ekmani är en tvåvingeart som först beskrevs av Lars Zakarias Brundin 1949.  Monodiamesa ekmani ingår i släktet Monodiamesa och familjen fjädermyggor. Arten är reproducerande i Sverige. Inga underarter finns listade i Catalogue of Life.